# Río La Ligua
El río La Ligua es un curso natural de agua río perteneciente a la Región de Valparaíso. A veces se le considera como continuación del río Alicahue a partir de unos kilómetros río arriba de la ciudad de Cabildo (Chile), donde el Alicahue se reúne con el río Cajón de los Ángeles. Otras veces, como Hans Niemeyer, se les considera un solo río, como sistema La Ligua-Alicahue. Consideranto solamente el río La Ligua propiamente tal, alcanza una longitud de 109 km y un área de drenaje de 1900 km², mientras que si se describe conjunción con el río Alicahue tiene una longitud de 160 km y un área de drenaje de 3037 km². Su cuenca está al sur de la cuenca del río Petorca desembocando ambos en la bahía de La Ligua.

## Trayecto
El río La Ligua nace en la precordillera de los Andes de la unión del río Alicahue, que viene del este y que a veces es considerado como la parte superior del La Ligua, con el estero Cajón de Los Ángeles que sube desde el sur. La junta ocurre unos 5 km aguas arriba de la ciudad de Cabildo. Tiene una dirección sudoeste en su curso superior y en curso medio e inferior, hacia el oeste. 
Este río atraviesa las comunas de Cabildo, La Ligua y Papudo, para desembocar en el océano Pacífico, inmediatamente al sur de la desembocadura del río Petorca.

## Balance hídrico

Brecha hídrica en 25 importantes cuencas de Chile.

Para tener una aproximación a nivel de cuenca (casos locales no están reflejados) del consumo comparado con la disponibilidad de agua, se define como:
Siguiendo intrincadas definiciones del consumo y la demanda que consideran aguas superficiales, subterráneas, flujos mínimos de sustentabilidad, y consumos que no son devueltos al cauce original, todo ello según normas de organizaciones internacionales, se han clasificado los resultados en cuatro casos:: 29 : 32 
- Brecha hídrica alta, se consume más del 40% del agua disponible: existe fuerte demanda del recurso hídrico que requiere regular su uso para no afectar el desarrollo económico.
- Brecha hídrica media, se consume entre el 20% y el 40% del agua disponible: existe presión sobre el recurso hídrico que debe ser ordenada, establecer prioridades, optimizar su uso y proteger los ecosistemas.
- Brecha hídrica moderada, se consume entre 10% y 20% del agua disponible: la disponibilidad del elemento esta condicionando el desarrollo económico.
- Brecha hídrica baja, se consume entre 0% y 10% del agua disponible: No se conocen presiones importantes sobre el recurso hídrico.

Aplicada esta clasificación a la cuenca del río La Ligua, el estudio estima un consumo superior al agua disponible,: 80  demostrando los límites del método usado.

## Caudal y régimen
El río La Ligua presenta un régimen mixto.
En su fase superior el río Alicahue tiene sus mayores caudales en noviembre, durante los deshielos de la primavera del hemisferio sur, lo que es característico de un régimen nival. A partir del estero Los Ángeles, donde comienza según algunos el río La Ligua, tiene un régimen mixto, pluvio-nival, con aumento de sus caudales entre julio y noviembre debido a las lluvias de invierno.: 38 

Curvas de variación estacional
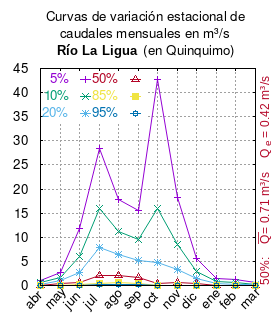
El río La Ligua en Quinquimo tiene crecidas también por las lluvias de invierno.
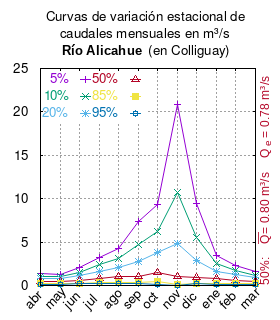
El río Alicahue en Colliguay tiene sus mayores caudales a causa de los deshielos de primavera.

El caudal del río (en un lugar fijo) varía en el tiempo, por lo que existen varias formas de representarlo. Una de ellas son las curvas de variación estacional que, tras largos periodos de mediciones, predicen estadísticamente el caudal mínimo que lleva el río con una probabilidad dada, llamada probabilidad de excedencia. La curva de color rojo ocre (con {\displaystyle {\color {Red}\vartriangle }}) muestra los caudales mensuales con probabilidad de excedencia de un 50%. Esto quiere decir que ese mes se han medido igual cantidad de caudales mayores que caudales menores a esa cantidad. Eso es la mediana (estadística), que se denota Qe, de la serie de caudales de ese mes. La media (estadística) es el promedio matemático de los caudales de ese mes y se denota {\displaystyle {\overline {Q}}}. 
Una vez calculados para cada mes, ambos valores son calculados para todo el año y pueden ser leídos en la columna vertical al lado derecho del diagrama. El significado de la probabilidad de excedencia del 5% es que, estadísticamente, el caudal es mayor solo una vez cada 20 años, el de 10% una vez cada 10 años, el de 20% una vez cada 5 años, el de 85% quince veces cada 16 años y la de 95% diecisiete veces cada 18 años. Dicho de otra forma, el 5% es el caudal de años extremadamente lluviosos, el 95% es el caudal de años extremadamente secos. De la estación de las crecidas puede deducirse si el caudal depende de las lluvias (mayo-julio) o del derretimiento de las nieves (septiembre-enero).

## Historia
Francisco Solano Asta-Buruaga y Cienfuegos escribió en 1899 en su obra póstuma Diccionario Geográfico de la República de Chile sobre el río:
Ligua (Río de).-—Corriente de agua de corto caudal que procede de las faldas del macizo ó cerro del Cuzco en la sección oriental del departamento de Petorca, desde donde se dirige al O. por este mismo y por el de su título á desembocar en el Pacífico á los 32° 23' Lat., después de una carrera suave de 95 kilómetros á lo menos. Á poco más de la mitad de su curso recibe por la izquierda su principal afluente, que es el pequeño riachuelo ó arroyo que viene del sur desde la cuesta de los Ángeles. En su valle yacen la ciudad y villa de su título, aldeas de Alicahue, Cabildo y otros caseríos. Sus riberas son feraces y bien cultivadas.

## Población, economía y ecología
El agua del río La Ligua y/o Alicahue es utilizada para el riego de la región.
Las cuencas del río Petorca y río La Ligua son calificadas como críticas debido a su vulnerabilidad ante la variabilidad hidrológica, especialmente sequías. Durante las décadas últimas, se han producido importantes transformaciones económicas en el territorio de ellas: la acostumbrada fisonomía rural definida por la hacienda, la  explotación minera, y la industria textil artesanal, han debido ceder paso a la fruticultura empresarial de exportación, que compite con los restantes sectores de la economía local por el acceso al agua.: 3  Desde 1997 el Río Petorca se encuentra bajo restricción de uso de aguas. 
En un estudio de la cuenca del año 2006, la Dirección General de Aguas sostenía que en las cuencas de los ríos Petorca y La Ligua era posible aún, a pesar de su vulneribilidad, constituir derechos de aprovechamiento consuntivos de ejercicio eventual en aquellos tramos en que existe disponibilidad, es decir para el río La Ligua entre los meses de  abril a noviembre.: 43 